# Josep Plans i Toscas
Josep Plans i Toscas   (Talamanca, 28 d'abril de 1895 - Celrà, 21 de juny de 1989) va ser intèrpret de flabiol i tenora, i constructor i reparador de flabiols, tenores i tibles. Va prestar els seus serveis a diferents cobles i orquestres, com La Principal del Bages, La Principal de Gràcia, Cobla Sabadell o La Principal del Llobregat.
Se li deu la creació de la quarta clau del flabiol modern, la clau superior, també coneguda com a Clau Plans, que permet fer el Do sostingut, que va aplicar a mitjans de la dècada de 1950. També va construir un flabiol amb una cinquena clau per facilitar l'execució del Mi greu, però aquesta clau no va tenir èxit entre els flabiolaires.